# Dampierre-en-Montagne
Dampierre-en-Montagne è un comune francese di 78 abitanti situato nel dipartimento della Côte-d'Or nella regione della Borgogna-Franca Contea.

## Società

### Evoluzione demografica
Abitanti censiti